# Moon Chi-sung
Moon Chi-sung (kor. 문지성; * 15. März 2000) ist ein südkoreanischer Fußballspieler.

## Karriere
Moon Chi-sung erlernte das Fußballspielen in der Universitätsmannschaft der Daegu University in Gyeongsan. Seinen ersten Vertrag unterschrieb er am 31. Januar 2022 beim Goyang Citizen FC. Das Fußballfranchise aus Goyang spielte in der vierten Liga, der K4 League. Noch vor dem Start der Saison wurde der Verein im März 2022 aufgelöst. Die Saison 2023 stand er beim Viertligisten Sejong Vanesse FC unter Vertrag. Für den Verein aus Sejong bestritt er 15 Ligaspiele. Mitte August 2023 ging er nach Hongkong. Hier unterschrieb er einen Vertrag beim Erstligisten Resources Capital FC. Nach einer Spielzeit, in der er 19 Ligaspiele bestritt, wechselte er Mitte Juli 2024 nach Indonesien. Hier unterschrieb er einen Vertrag beim Erstligisten PS Barito Putera